# Ludwig Fichte
Ernst Ludwig Fichte (* 24. August 1891 in Greiz; † 1973) war ein deutscher Kommunalpolitiker (NSDAP), SA-Gruppenführer und Präsident des Messeamtes der Stadt Leipzig.

## Leben
Nach dem Abschluss der Realschule in Dresden studierte Ludwig Fichte in der Schweiz und arbeitete danach in London, wo er Mitglied im Rugbyteam des Blackheath Football Clubs wurde. Nach Ausbruch des Ersten Weltkrieges kehrte er in das Deutsche Reich zurück und wurde zum Militärdienst einberufen. Als Feldflieger stürzte Ludwig Fichte 1916 ab, wobei er sein rechtes Auge verlor. 
Nach Kriegsende gehörte er von 1919 bis 1921 einem Freikorps an. Als Handlungsreisender war er später für mehrere Unternehmen in der Messestadt Leipzig tätig. Er wurde Mitglied im Akademischen Sport-Club Leipzig und gründete 1923 dort eine Rugbyabteilung, deren Nachfolger es noch heute als Rugby Club Leipzig e. V. gibt.
Zum 1. Juni 1930 trat Ludwig Fichte der NSDAP (Mitgliedsnummer 266.914) und 1931 der SA-Mitglied bei. Er wurde als Standartenführer mit der Führung der SA-Brigade 35 (Leipzig) beauftragt und im November 1933 zum SA-Oberführer befördert. Gemeinsam mit der SA-Brigade 35 nahm er am "Ehrentag der sächsischen SA" in Dresden vom 24. bis 25. März 1934 teil, bei dem die neuen Sturmfahnen feierlich geweiht wurden. Anfang Dezember 1935 legte Ludwig Fichte sein Amt bei der SA nieder, da er Vizepräsident des Messeamtes Leipzig und 1939 dessen Präsident wurde. Nachfolger als Führer der SA-Brigade 35 wurde Fritz Stollberg. 1941 wurde er zum SA-Gruppenführer ernannt.
Nach der „Machtergreifung“ der Nationalsozialisten erhielt Ludwig Fichte 1933 für die NSDAP einen Sitz im Stadtrat von Leipzig, den er bis zum Beginn des Zweiten Weltkrieges innehatte. 
Kurz nach seiner Einberufung zum Kriegsdienst erfolgte seine Rückkehr nach Leipzig als unabkömmlich. 1942 meldete er sich freiwillig zum Militärdienst, aus dem er ein Jahr später verwundet zurückkehrte. Unmittelbar nach 1945 verliert sich seine Spur.